# Entropia de configuração
Na mecânica estatística, a entropia de configuração é a porção da entropia de um sistema que está relacionada à posição de suas partículas constituintes e não à sua velocidade ou impulso. Entropia de configuração está fisicamente relacionada ao número de formas de organizar todas as partículas do sistema, mantendo um conjunto geral de propriedades de sistema especificadas, como por exemplo energia.
Pode ser demonstrado que a variação da entropia de configuração de sistemas termodinâmicos (por exemplo, gás ideal e outros sistemas com grande número de graus internos de liberdade) em processos termodinâmicos é equivalente à variação da entropia macroscópica definida como dS = δQ/T, onde δQ é o calor trocado entre o sistema e a mídia circundante, e T é a temperatura.

## Cálculo
A entropia configurável no conjunto microcanônico está relacionada ao número de configurações possíveis W em uma dada energia E pela fórmula de entropia de Boltzmann
{\displaystyle S=k_{B}\,\ln W,}
onde kB é a constante de Boltzmann e W é o número de configurações possíveis. Em uma formulação mais geral, se um sistema pode estar nos estados n com probabilidades Pn, a entropia configurável do sistema é dada por
{\displaystyle S=-k_{B}\,\sum _{n=1}^{W}P_{n}\ln P_{n},}
que no limite de desordem perfeita (todos Pn = 1 / W) leva à fórmula de Boltzmann, enquanto no limite oposto (uma configuração com probabilidade 1), a entropia desaparece. Esta formulação é chamada de fórmula de entropia de Gibbs e é análoga à da entropia de informação de Shannon.